# Popular (canción de Wicked)
«Popular» es una canción del musical Wicked, escrita por el compositor estadounidense Stephen Schwartz. Fue grabada originalmente el 10 de noviembre de 2003 por la actriz y cantante estadounidense Kristin Chenoweth, que interpretó a Glinda en el musical. Fue publicada como parte del álbum Wicked el 16 de diciembre de 2003. La canción trata sobre Glinda intentando ayudar a su compañera de habitación Elphaba a ser más popular. La cantante Ariana Grande interpretó una versión de «Popular» para la adaptación cinematográfica de 2024 del musical y se lanzó como sencillo.

## Composición
«Popular» fue escrita por el compositor Stephen Schwartz para el primer acto del musical de 2003 Wicked. La canta el personaje de Glinda y se considera la canción definitiva del personaje, aunque también incluye breves interludios de diálogo de Elphaba. Mientras escribía la canción, Schwartz imaginó a una animadora: «Era la chica más popular del colegio y siempre salía con el capitán del equipo de fútbol. Siempre era la reina del baile, rubia y con la nariz respingona... todo eso». También ha comparado la canción con el argumento de la película Clueless (1995).
En «Popular», Glinda intenta que Elphaba, la futura Bruja Mala del Oeste, se ajuste a las ideas aceptadas de belleza y popularidad como medio para establecer su recién descubierta amistad. Schwartz describió la letra como «calorías vacías» y superficial. La composición de la canción tiene un sonido más bubblegum que el resto del musical, con influencias de los Beatles. Glinda también canta a la tirolesa en la palabra «popular» porque Schwartz estaba pensando en la oklahomana Kristin Chenoweth, que originó el papel de Glinda, mientras escribía la canción.

## En escena

Fabi Bang como Glinda en la producción brasileña de Wicked.

Las representaciones escénicas de «Popular» suelen ir acompañadas de extravagante comedia física e improvisación añadidos de Glinda que resaltan su carácter burbujeante y su entusiasmo. Los ejemplos incluyen exageradas «sacudidas de pelo», rutinas de baile humorísticas y el histérico «grito de almohada» popularizado por Alli Mauzey. Ocasionalmente, las payasadas de Glinda pueden hacer que la actriz que interpreta a Elphaba pierda la compostura y salga del personaje para diversión del público y de los intérpretes en escena.

## Recepción y legado
Laura Reineke del blog Vulture calificó «Popular» como la segunda mejor canción de Wicked, calificándola de «burbujeante y refrescantemente consciente de sí misma» y elogiándola por mostrar el talento interpretativo y cómico de Chenoweth.
«Popular» fue sampleada en «Popular Song» del cantante británico Mika con la participación de Ariana Grande –que más tarde interpretaría a Glinda en la película– y se incluyó en sus álbumes The Origin of Love (2012) y Yours Truly (2013), respectivamente. También fue sampleada por el productor Pheelz en su canción «Popular» que cuenta con la participación del artista Vector para su álbum #A7.
El 31 de julio de 2013, Chenoweth interpretó una versión líricamente modificada de «Popular» en The Tonight Show with Jay Leno, sobre Nueva York y el político Anthony Weiner.
A finales de 2014, Chenoweth incluyó una versión multilingüe de la canción en su álbum en vivo Coming Home. Esta nueva interpretación incluye letras de las versiones japonesa y alemana de la canción. En 2015, la canción fue versionada en la sexta temporada de la serie de televisión Glee. Fue cantada por Lea Michele y Chris Colfer como Rachel Berry y Kurt Hummel en el episodio «2009». El cantante satírico Randy Rainbow hizo una versión llamada «Unpopular», con la cual hacía una crítica contra el Presidente de los Estados Unidos, Donald Trump.

## Versión de Ariana Grande
La cantante y actriz estadounidense Ariana Grande interpretó una versión de «Popular» como Glinda en la primera parte de la adaptación cinematográfica en dos partes de Universal Pictures de Wicked, que se estrenó el 22 de noviembre de 2024. La canción se publicó el mismo día en el álbum de la banda sonora Wicked: The Soundtrack (2024). Fue enviada simultáneamente a las radios de éxito contemporáneo en Estados Unidos por Republic y Verve Records como sencillo principal de la banda sonora.

### Composición
Para la versión cinematográfica, Stephen Schwartz, el productor musical Greg Wells, y el supervisor musical Stephen Oremus quisieron modificar el ritmo de la canción de la versión musical escénica. Schwartz confesó que «con el espíritu de estar abiertos a cosas nuevas para la película, mi equipo musical y yo pensamos, refresquemos el ritmo. Vamos a, tal vez, no sé, hip-hopearlo un poco». Sin embargo, Grande se resistió y dijo que quería «ser Glinda, no Ariana Grande interpretando a Glinda». Insistió en que la canción se mantuviera fiel a la original y que todos los cambios en la canción parecieran surgir de las motivaciones de Glinda y no de su propio estilo vocal. Según Schwartz, Grande añadió «pequeñas invenciones, pero creo que están fuertemente basadas en el personaje». El clímax de la canción también se amplió con cambios de tonalidad adicionales y extensiones vocales como parte de la expansión de la trama de la película, y también para mostrar la gama de talentos de Grande. Aunque al principio dudaba sobre interpretar el final extendido, después de que Schwartz le explicara cómo encajaba con el comportamiento de Glinda, especialmente visualmente en pantalla, Grande se convenció y aceptó el cambio «de todo corazón».

### Filmación
«Popular» fue la primera canción rodada para la película, y planteó el reto de crear un “número enorme y grandioso” en el escenario más pequeño de un dormitorio. La directora de fotografía Alice Brooks tuvo la idea de que «Popular» fuera un largo amanecer, a diferencia de «Defying Gravity», que era un atardecer, lo que llevó a añadir una claraboya en la cúpula del dormitorio para que el sol fuera el centro de atención. Para la secuencia, el diseñador de vestuario Paul Tazewell creó un traje para Glinda que era un «peignoir rosa punteado con círculos en espiral de volantes» para reflejar el ambiente juguetón y frívolo de la canción. Para el final extendido de la canción, Grande hizo una serie de movimientos de baile en un largo pasillo, incluyendo una nueva patada alta.

### Recepción crítica
Stephen Daw de Billboard nombró «Popular» la tercera mejor canción del álbum de la banda sonora y expresó que Grande disipó todas las dudas sobre si su versión estaría a la altura de la original de Chenoweth. Daw elogió la canción como «campy», «hilarante», «técnicamente impresionante» debido a «la voz asesina de Grande». También alabó las «habilidades cómicas» de la cantante para dar a Glinda la «vapidez exagerada» necesaria para la canción y los «estratosféricos cambios de clave» al final que contribuyeron a su sensación maximalista. Del mismo modo, The Daily Telegraph señaló que Grande hizo suya la canción a la vez que rendía homenaje a la actuación de Chenoweth y afirmó que la canción por sí sola «demuestra que Grande nació para interpretar a Glinda».

### Posicionamiento en listas
| Lista (2024)                       | Mejor posición |
| ---------------------------------- | -------------- |
| Australia (ARIA)                   | 52             |
| Canadá (Canadian Hot 100)          | 77             |
| Corea del Sur Download (Circle)    | 93             |
| Estados Unidos (Billboard Hot 100) | 53             |
| Estados Unidos (Adult Top 40)      | 27             |
| Estados Unidos (Mainstream Top 40) | 29             |
| Filipinas (Hot 100)                | 46             |
| Global 200 (Billboard)             | 54             |
| Irlanda (IRMA)                     | 26             |
| Nueva Zelanda Hot Singles (RMNZ)   | 8              |
| Reino Unido (UK Singles Chart)     | 13             |

### Historial de Lanzamiento
| Región         | Fecha                   | Formato(s)             | Discográfica           | Ref.   |
| -------------- | ----------------------- | ---------------------- | ---------------------- | ------ |
| Estados Unidos | 22 de noviembre de 2024 | Radio Contemporary Hit | Republic Verve Records | [ 26 ] |
| Italia         | 13 de diciembre de 2024 | Radio Airplay          | Universal Music        | [ 27 ] |

### Premios y nominaciones
| Año  | Premio                          | Categoría                        | Resultado | Referencias |
| ---- | ------------------------------- | -------------------------------- | --------- | ----------- |
| 2025 | Nickelodeon Kids' Choice Awards | Canción favorita de una película | Nominada  | [ 28 ]      |